# Червоеды
Червое́ды — деревня в Невельском районе Псковской области России. Входит в состав Усть-Долысской волости.

## География
Расположена в 8 км от автодороги М20 и в 30 км от районного центра, в 509 км от Санкт-Петербурга и в 130 км от города Витебска.
Близлежащие деревни: Прудины (2 км), Старое (1,5 км), Ласино (3 км), Сельцы (3 км)
Организовано еженедельное автобусное сообщение Невель - Боево (через Червоеды).

## Население
| 2001 | 2002 | 2010 |
| ---- | ---- | ---- |
| 43   | ↘35  | ↘19  |

Численность населения деревни по оценке на начало 2001 года составляла 43 жителя.

## Достопримечательности
Главной достопримечательностью является река Уща (в верхнем течении — также Ущанка), которая находится в 2-3 км от деревни.
Также в деревни расположены бывшие контора, склад для хранения и переработки зерна, свиноферма, конюшня, водонапорная башня. На данный момент здания наполовину разобраны или сгнили и прекратили свою работу.

## Отдых
В данной местности очень красивые лиственные, хвойные и смешанные леса. Лучшим отдыхом является поход в лес за грибами и ягодами, а также рыбалка.